# Мате Дринковић
Мате Дринковић (Јелса, 29. април 1868 — Беч, 18. мај 1931) је био лекар и хрватски и југословенски политичар. Дипломирао је на Универзитету у Грацу и стекао диплому медицине прије праксе у Стону, Водицама и Шибенику. Дринковић је био присталица Странке права и постао је члан руководства Далматинског каптола странке 1908. године. На далматинским парламентарним изборима 1908. године, изабран је за члана Далматинског сабора на листи Странке права. Дринковић је подржао Ријечку резолуцију позивајући се на уједињење Краљевине Хрватске и Славоније и Далмације. Залагао се и за распад Аустроугарске и стварање заједничке јужнословенске државе. То је довело до Дринковићевог хапшења, суђења и осуде за издају 1914. године. Био је у затвору до опште амнестије 1917. године. Годину дана касније, Дринковић је учествовао у успостављању краткотрајне Државе Словенаца, Хрвата и Срба одвојене од Аустроугарске по завршетку Првог светског рата. Био је члан централног комитета Националног савета и комесар за народну одбрану нове државе. У потоњем својству, Дринковић је учествовао у организацији окупације Међимурја 1918. која је резултирала присаједињењем Међимурске области новоформираној Краљевини СХС. Био је члан делегације Народног савета упућене у Београд да организује успостављање нове јужнословенске државе уједињењем Државе Словенаца, Хрвата и Срба са Краљевином Србијом.
У уставотворној скупштини нове краљевине Дринковић је говорио против централизације земље. Незадовољан Видовданским уставом из 1921. године, био је уздржан од посланичког рада иако је изабран за посланика као независни кандидат на изборима за Уставотворну скупштину Краљевине СХС 1920. Дринковић је 1921. године учествовао у оснивању коалиције Хрватског блока Странке права, Хрватске сељачке странке и Хрватске заједнице. Касније су се његови политички ставови постепено мењали у правцу залагања за интегрално југословенство. Двадесетих година 20. века Дринковић је био на министарским функцијама у разним владама: био је министар поште и телеграфа у владама Љубомира Давидовића и Стојана Протића 1920, министар без портфеља у влади Николе Пашића 1924–1925 и министар социјалне политике у влади Антона Корошеца 1928. Током шестојануарске диктатуре, Дринковић је постао министар социјалне политике и здравља народа у Влади Петра Живковића, а поново министар без портфеља. Дринковић је преминуо од упале плућа у Бечу, а сахрањен је на загребачком гробљу Мирогој.